# صيفريات
الصيفريات (الاسم العلمي: Flavobacteriales) هي رتبة من البكتيريا تتبع طائفة الصيفرانية.

## علم الجينوم المقارن والتوقيعات الجزيئية
رتبة الصيفريات هي واحدة من أربعة رتب من شعبة البكتيريا العصوانية. وقد حددت الدراسات الجينية المقارنة العديد من الإضافات المحفوظة فضلا عن 27 من البروتينات التي تتقاسم بشكل فريد من قبل الصيفريات المتسلسلة المختلفة والأنواع البكتيريا العصوانية التي تدعم هذا الاستدلال. بالإضافة إلى ذلك، حددت هذه الدراسات أيضا 38 البروتينات التي تبدو محددة للأنواع في رتبة الصيفريات.

## التصنيف
- نظيرات الصيفرية
  - الصيفرية
  - الليفينهوكيلة
- المتصرصرات
  - المتصرصرة
- المتزعفرات
  - المتزعفرة
- المتجلدات
  - المتجلدة
- المتسمكات
  - المتسمكة
- الشلايفريات
  - الشلايفرية